# Klub hrvatskih arhitekata
Klub hrvatskih arhitekata aktivno je djelovao od 1905. do 1912.
Postojanje Kluba hrvatskih arhitekata u tom kratkom razdoblju, važan je kulturno-povijesni događaj u razvojnom procesu moderne hrvatske arhitekture. Ustrojavanje kluba odvijalo se u eri učestalog osnivanja umjetničkih društava i grupa, u kojima su školovani umjetnici u okrilju zajedništva tražili emancipaciju, organizirano djelovanje, socijalnu sigurnost, profesionalno priznanje.
Osnivanje Kluba hrvatskih arhitekata prijeloman je događaj u razvoju domaće moderne arhitekture, o kome je do danas bilo mnogo toga napisano, no malo toga i točno izrečeno. Jedna je od temeljnih i često ponavljanih zabluda ta da je Klub osnovan 1906, i to na inicijativu arhitekta Viktora Kovačića. Neki od događaja koji su koji su neposredno utjecali na tijek događaja, bili su: osnivanje Kluba inžinirah i arhitektah (1878.), odnosno Društva inžinira i arhitekata u Hrvatskoj i Slavoniji (1884), početak rada Kraljevske zemaljske obrtne škole (1882), izgradnja Umjetničkog paviljona i Milenijska izložba u Budimpešti (1896), osnivanje Društva hrvatskih umjetnika (1897), izložba Prvoga hrvatskog salona (1898) te, konačno, stupanje na hrvatsku arhitektonsku scenu tzv. druge akademske generacije arhitekata, školovane na Visokoj školi arhitekture Otta Wagnera, pri bečkoj Akademiji lijepih umjetnosti.

## Kasni historicizam
Razdoblje je to kasnoga historicizma, kada u Zagrebu djeluju s jedne strane strani arhitekti kao što su Friedrich Schmidt, Hermann Bollé, Kuno Waidmann, Leo Hönigsberg i Julio Deutsch, Otto Hofer, Fellner i Helmer, od kojih se neki nastanjuju u Zagrebu za stalno, a s druge strane skupina domaćih arhitekata školovana na Visokoj školi u Beču te Specijalnoj školi Akademije lijepih umjetnosti. Riječ je o predstavnicima tzv. prve akademske generacije hrvatskih arhitekata, koju su predstavljali Janko Holjac, Martin Pilar i Josip Vancaš. Ujedno to je početak prvih buntovnih pokliča secesionista i začetnika moderne čiji se rad tek trebao očitovati u nadolazećem stoljeću.
Kao što je rečeno, od velike važnosti bio je i osnutak Kraljevske obrtne škole 1882, pri kojoj je 1892. zapovijedi Kraljevske zemaljske vlade, Odjela za bogoštovlje i nastavu, utemeljena i Građevna stručna škola »za obrazovanje graditelja i pomoćnog im osoblja«. Prvoj generaciji apsolvenata te škole pripadali su Alojz Bastl, Stjepan Podhorsky i Josip Marković. Upravo će ta skupina arhitekata, kojoj će se poslije pridružiti i arhitekti Viktor Kovačić i Edo Šen, postati osnivačkom jezgrom glasovitoga Kluba hrvatskih arhitekata.
Neposredan povod osnivanju Kluba, bilo je raspisivanje natječaja čije će okolnosti i slijed poprimiti razmjere afere u žarištu kojih su se našli upravo spomenuti arhitekti. Naime, 21. listopada 1904. grad Zagreb raspisuje natječaj za »arhitektno umjetničko ukrašavanje Trga Franje Josipa«, današnji Trg kralja Tomislava, na koji se odazivaju Viktor Kovačić, Stjepan Podhorsky, Alojz Bastl i Marko Peroš.
Nakon raspisa natječaja, prema jednoj verziji, Kovačić će, u borbi za osobnu egzistenciju i probitak, agitirajući među ostalim sudionicima, početi stavljati u pitanje regularnost cijeloga natječaja, dok će se prema drugim izvorima, ponajprije prema svjedočenju samih sudionika događaja, raditi o organiziranoj akciji »...koja je imala biti stvorena da se k natječaju ne pristupi...« zbog mnogih nepravilnosti. No, akcija, kako je njezini sudionici nazivaju, očito nije bila dobro organizirana i stvari počinju izmicati kontroli. Na kraju većina sudionika odustaje od natječaja, tako da ostaju prijavljena samo dva autora, slikar i učitelj Obrtne škole Peroš i arhitekt Kovačić. Dakako, žiri prvu nagradu dodjeljuje Kovačiću. U konačnom ishodu, zbog nastale afere, natječaj je osporen, a na inicijativu arhitekta Podhorskog 2. svibnja 1905. bit će održan sastanak, o kojem je sastavljen i zapisnik »...da se rieši priepor izmedju mladjih arhitekata«, misleći na Kovačića, »koji su svojedobno stvorili akciju da se k natječaju ne pristupi, ...da licem u lice prepirku obrazlože, te o njoj konačni zaključak stvore... Podpisani kolegi zadaju si poštenu rieč da će u buduće svaki korak tičući se arhitektonskih prilika, ka umjetnosti, zajednički učiniti, braneći svoj ugled a promicati arhitekturu kao umjetnost u Hrvatskoj.« Zapisnik su potpisali Vjekoslav Bastl, Viktor Kovačić i Stjepan Podhorsky.

## Prvo okupljanje
Nekoliko tjedana poslije, 20. svibnja 1905, na inicijativu Podhorskog sastaje se ta skupina arhitekata, kojoj se pridružuje i Edo Schön, kako bi osnovali Klub akademičkih arhitekata. U »Dnevniku o ustroju Kluba hrvatskih arhitekata vodjenom po arh. Stj Podhorskom« podrobno su opisani svi ustrojbeni sastanci, od prvoga okupljanja do prve glavne skupštine 7. kolovoza 1906.
Kako doznajemo iz Dnevnika: »Prvi sastanak usliedio je na poziv arhitekta S. Podhorskog, premda je već više vremena prije toga bilo živog interesa da se ustroji Klub. Prvi sastanak bio je u pisarnici arhitekta S. Podhorskog, Zrinjski trg 15, prizemno, desno (iznad današnje kavane Lenuci op. a.). Prisutni bijahu gg. Bastl, Kovačić, Podhorsky, dok je arhitekt Schön bio iz raznih razloga zapriječen. Arhitekt Podhorsky čita koncept A za razvitak studija o pravilima Kluba. U glavnom debatira se o poduzetnicih da se nijedan poduzetnik ne prima u Klub, pošto su poduzetnici krivi narado stanja na polju arhitekture u Hrvatskoj.
2. sjednica 24. svibnja 1905. Dolaze na isto mjesto gg. Bastl, Podhorsky, Schön, dok je Kovačić odsutan. Čita se koncept A. Arhitekt Schön zauzet je da se poduzetnici prime u Klub. Arhitekti Podhorsky i Bastl jesu proti tome, isto tako vodi se prepirka o arhitektih industrijalcih. Zagovara ih arh. Schön. Time se sjednica razilazi.
3. sjednica 27. svibnja (8 s. uvečer) na istom mjestu. Debatira se živo o poduzetnicih i o arhitektih industrijalcima koji su na uštrb domaćoj umjetnosti i obrtu. Poduzetnici se konačno posve isključuju iz Kluba. industrijalci smatraju se isto tako poduzetnicima.
4. sjednica 3. svibnja (8 s uvečer) na istom mjestu. Čita se koncept B. Ispravlja se naslov Kluba, mjesto Klub akademičkih arhitekta samo u Klub hrvatskih arhitekata.
6. sjednica 19. kolovoza 1905. Prisutni gg. Bastl, Kovačić, Podhorsky i Schön. Čitaju se dovršena pravila za ustroj Kluba. Pravila su mirno poslušana i odobrena bez primjedbe. Odredjuje se arhitekt Podhorsky da dade Koncept C prepisati, da sastavi molbenicu za vis. vladu i da preda Štatute vis. vladi na odobrenje. Ujedno se nalaže Podhorskom da preuzme administrativni posao koji bi mogao uslijediti dok bude stvar riešena kod vlade«.

## Pravila kluba
Konačno, 30. kolovoza Podhorsky će Kraljevskoj zemaljskoj vladi u ime privremenog odbora za ustrojenje podastrijeti pravila Kluba prema kojima bi: »Novoustrojeni Klub hrvatskih arhitekata... imao sav svoj rad posvetiti u obranu staleške časti arhitekti i promicanju arhitekture kao specijalne grane umjetnosti... Povod da se ustroji Klub dala su sama zgodovstvena umjetnička pitanja u našoj kraljevini medju mladjim arhitekti koji sav svoj vjek posvetiše študiji arhitekture kao umjetnosti, dok su naobrazbu crpili u specijalističkih školah, akademija i politehnika... te se imade novo ustrojeni Klub povesti istim primjerima da širi umjetnički značaj cjelokupnog graditeljstva, a pronicatelji ove ljepe umjetnosti da digne do uvaženja.«
Gotovo godinu dana trebalo je Vladi da odobri pravila Kluba, tako da je prva glavna skupština održana 7. kolovoza 1906. Predsjednik je Podhorsky, a tajnik Kovačić. Među prvima pristupnice Klubu potpisuju Ćiril M. Iveković i Hugo Ehrlich, dok je poznatom osječkom arhitektu Viktoru Axmannu, jer je »član jedne građevne poduzetničke tvrtke«, pristup odbijen. Nešto poslije Klubu će pristupiti i arhitekti Vladimir Lubinsky i Ivo Quiqueretz (1908) te Svetivoj Šimunec i Dionis Sunko (1911). Do gašenja 1912, Klub će nekoliko puta promijeniti adresu te predsjednika i tajnika.
Bitno je naglasiti da su se članovi Kluba odmah po njegovu osnutku aktivno uključili u kulturni život čitave Hrvatske. Ubrzo nakon službenog priznanja, 1. listopada 1906, protestirat će kod bana Pejačevića protiv rušenja kaptolske Bakačeve kule, a 1908. sastavit će i natječajna pravila za regulaciju Kaptola i okolice. Već 1907. glasoviti arhitekt Otto Wagner osobno poziva članove Kluba na Internacionalni arhitektonski kongres koji se trebao održati u Beču 1908. Iste godine kada Wagner piše Klubu u predstavci Vladi njegovi članovi zahtijevaju da se izmijene uvjeti oko raspisa natječaja za novu zgradu Vlade na Markovu trgu. Također, te godine zemaljska Vlada moli članove Kluba da predlože jednog svog predstavnika za odbor za izgradnju Kraljevske i sveučilišne biblioteke, u vezi s čijim će natječajem 1909. Klub u više navrata pokretati polemičke rasprave. Gotovo da je i nemoguće nabrojati sve akcije koje je Klub poduzimao tijekom svog postojanja. Izvan Zagreba Klub je 1908. bio pozvan da dopuni natječajna pravila za izgradnju škole u Virovitici, 1909. reagira na natječajne nepravilnosti za izgradnju Prve hrvatske štedionice u Osijeku, a 1910. Podhorskom gradsko zastupstvo Slobodnog kraljevskog grada Križevaca povjerava izradu projekta za obnovu Crkve Sv. Križa.

## Ostavka Podhorskog
Iste će godine Podhorsky uputiti Klubu svoju ostavku jer se više nije slagao s njegovim radom, osobito negodujući protiv onih članova, misleći na arhitekta Ehrlicha, koji su istodobno i članovi Društva arhitekata i inženjera te se mimo klupskih pravila bave i građevnim poduzetništvom. No, ta će ostavka vrlo brzo biti povučena. Ujedno, to je početak unutrašnjeg razdora koji će dvije godine poslije biti uzrokom konačnog raspada Kluba. Svjesni mogućnosti skorašnjeg raspada, njegovi će članovi 27. prosinca 1911. odboru Društva umjetnosti uputiti prijedloge prema kojima »Klub prestaje obstojati u onom času kad su nova pravila DU po oblasti potvrdjena i svi njegovi članovi stupaju kao izvršujući članovi u DU te stvaraju 'selekciju arhitekata DU'...«.
Članovi Kluba aktivno su i žučno polemizirali sa svim tadašnjim hrvatskim banovima (Pejačević, Rauch, Tomašić, Cuvaj) i drugim visokim državnim činovnicima, no treba istaknuti da i usprkos čestim međusobnim neslaganjima i burnim političkim previranjima nije dolazilo do jednostranih »etiketiranja« i određivanja podobnosti, odnosno nepodobnosti od strane vlasti, što u današnjem kontekstu nije uspjelo ni jednom režimu tijekom proteklih pedeset godina.
Osnivanje Kluba hrvatskih arhitekata od širega je društvenog značenja. Na općem planu važnost Kluba je, u čemu se slaže i većina eminentnih povjesničara hrvatske moderne arhitekture (Premerl, Laszlo, Jurić), u strukovnoj emancipaciji od tadašnjega Društva inžinira i arhitekata skupine »snažnih individualnih ličnosti svjesnih umjetničke vrijednosti arhitektonskog stvaralaštva«. Klub će se također zalagati i za ravnopravna strukovna pravila igre, odnosno za strogo razdvajanje projektantske djelatnosti od građevnih poduzetnika i špekulanata te za zakonitost i transparentnost arhitektonskoga djelovanja prema javnosti, ponajprije ustrajavanjem na raspisivanju javnih natječaja i uključivanja javnosti u rasprave o arhitektonskoj i opće komunalnoj problematici. Upravo to će tijekom tridesetih godina otvoriti širom vrata općoj socijalizaciji arhitekture.
Kao što će pisati poznati teoretičar i povjesničar arhitekture Udo Kulterman, pojedinac i društvo postaju nosioci arhitekture u novom, praktičnom smislu, koji će na prijelazu stoljeća, u skladu s tim funkcionalnim razlozima, također biti uvjetovani promjenom filozofije ljepote, što pak uvjetuje sukladne promjene u umjetnosti i arhitekturi.